# Hans Asperger
Johann "Hans" Friedrich Karl Asperger (tyska: [hans ˈaspɛʁɡɐ]), född 18 februari 1906 i Wien, död 21 oktober 1980 i Wien, var en österrikisk pediatriker och docent. Han är mest känd för sina tidiga studier av psykiska sjukdomar, i synnerhet hos barn, som under hans livstid inte uppmärksammades, med några få lokala undantag. Hans studier om psykiska sjukdomar blev endast uppmärksammade postumt. Han skrev mer än 300 publikationer varav de flesta berörde ett tillstånd som han kallade “autistisk psykopati” (AP). 
Från och med 1980-talet skulle hans arbete komma att få ett uppsving, mycket tack vare Lorna Wing, som uppkallade diagnosen Aspergers syndrom efter honom på grund av hans tidigare arbeten om autismspektrumstörningar.
Både Aspergers tidiga pediatriska AP-diagnoser och den eponyma diagnosen Aspergers syndrom har senare visat sig kontroversiella.

## Biografi

### Tidigt liv
Hans Asperger föddes i Wien och växte upp på en bondgård som inte låg långt ifrån staden. Han hade två yngre bröder. Asperger hade svårt att hitta vänner och ansågs vara ett ensamt, distanserat barn. Han hade talang för språk och intresserade sig särskilt för den österrikiska diktaren Franz Grillparzer, vars poesi han framförde återkommande för sina ointresserade klasskamrater. Han tyckte om att citera sig själv samt att tala om sig själv i tredje person.
Asperger studerade till läkare vid  Wiens universitet under Franz Hamburger och gjorde sin praktik på universitetsbarnkliniken i Wien. Han doktorerade 1931 och blev chef för samma kliniks avdelning för specialundervisning år 1932. Han gifte sig 1935 och fick fem barn, fyra döttrar och en son.

### Karriär
Under andra världskriget arbetade han som läkare under axelmakternas ockupation av Jugoslavien. Hans yngre broder dödades i Stalingrad. När kriget höll på att ta slut öppnade Asperger en skola för yngre barn tillsammans med Syster Viktorine Zak. Skolan skulle komma att totalförstöras i ett bombanfall i vilket Syster Viktorine dödades och en stor del av Aspergers tidiga vetenskapliga arbeten gick förlorade.
Georg Frankl var Aspergers chefsdiagnostiker, innan denne flyttade från Österrike till USA och anställdes av Leo Kanner 1937.
Asperger gav 1944 ut en docentavhandling, Die "autistischen Psychopaten" im Kindesalter ('Autistisk psykopati i barnaåldern'), med en definition av autistisk psykopati liknande en definition som hade publicerats 1926 av den ryska neurologen Grunya Sukhareva. Asperger lade märke till en grupp beteendemönster och förmågor hos fyra pojkar, som innefattade “en brist på empati, minskad förmåga att bilda vänskaper, ensidiga samtal, intensivt uppgående i specialintressen och klumpiga rörelser”. Avhandlingen kom ut omkring ett år efter Leo Kanner presenterade sin forskning om vad som under en tid kallades för Kanners syndrom (idag kallas det autistiskt syndrom).
År 1946 tog Asperger över ledningen för barnkliniken i Wien, en position han skulle hålla i tjugo år. Asperger lade märke till att några av de barn han identifierade som autistiska skulle komma att utnyttja sin speciella talanger i vuxen ålder och få framgångsrika karriärer. En av hans patienter blev professor i astronomi och löste ett fel i Newtons forskning som Asperger själv hade påträffat som student. En annan patient hos Asperger var den österrikiska dramatikern och nobelpristagaren i litteratur, Elfriede Jelinek.
Hans Asperger publicerade under sin livstid 359 arbeten. 1977 blev han professor emeritus. Hans Asperger arbetade in i det sista, sin sista föreläsning höll han bara sex dagar innan han avled, år 1980.
AS namngavs efter Hans Asperger och blev en officiellt erkänd diagnos i den fjärde upplagan av Diagnostic and Statistical Manual of Mental Disorders (DSM) 1994; den togs 2013 bort från DSM-5.

### Privatliv
Asperger beskrevs av sin dotter Maria Asperger-Felder, i en intervju gjord av Uta Frith och Christopher Gillberg, som distanserad, onåbar, intensivt intresserad av det tyska språket, ständigt upptagen av citat. Han var också välmenande men hade en tendens till att få utbrott om man skämtade med honom. Han hade heller inget egentligt intresse för umgänge. Motoriskt sett var Asperger väldigt oskicklig, men älskade trots detta att vara ute i skog och mark, särskilt i bergsterräng.

## Eftermäle

### Diagnosen Aspergers syndrom
Asperger skulle avlida innan det beteendemönster han upptäckte började få ett allmänt erkännande inom den internationella forskarvärlden. Delvis för att han enbart publicerade sitt material på tyska, ett språk som få översatte från; delvis för att medicinska forskare, såväl då som nu, förbisåg Aspergers publikationer på grund av att de såg litet eller inget värde i det.    
Den brittiska forskaren Lorna Wing föreslog begreppet Aspergers syndrom 1981 i sin publikation Asperger’s syndrome: a clinical account, där hon ifrågasatte den vedertagna accepterade förklaringsmodell för autism som Leo Kanner hade kommit med 1943. Det dröjde tills 1991 innan en vederhäftig översättning av Aspergers texter gjordes, av Uta Frith. AS var då som tillstånd fortfarande så gott som okänt. Frith sade då att grundläggande frågor beträffande diagnosen ännu inte hade besvarats, och att de vetenskapliga data som behövdes för detta ändamål inte fanns tillgängliga. Kanners forskning hade fram tills nu överskuggat Aspergers, den sistnämndes upptäckter hade medan han levde ignorerats och ringaktas inom den engelskspråkiga världen.
Under tidigt 1990-tal fick fler upp ögonen för Aspergers verk i och med Wings forskning samt Friths nyutgivna översättning. Det ledde till att tillståndet lades till i International Statistical Classification of Diseases and Related Health Problems 10th revision (ICD-10) år 1993, och i den fjärde upplagan av American Psychiatric Associations DSM-IV 1994, ett halvt sekel efter att Asperger publicerat sin grundforskning.
Även om Aspergers forskning sedan 1990-talet fått ett påtagligt uppsving är AS fortfarande en omstridd och kontroversiell diagnos – dess placering inom autismspektrumet är ännu oklar. 2010 bestämdes det att diagnosen Aspergers syndrom från och med den kommande upplagan av DSM-5 2013, skulle gå upp i det mer övergripande namnet “autismspektrumstörning”. I ICD-10 från 2015 beskrev WHO Aspergers syndrom som “en störning med tveksam nosologisk giltighet”.
I sin artikel från 1944, i Friths översättning till engelska, skrev Asperger följande:
| ” | We are convinced, then, that autistic people have their place in the organism of the social community. They fulfill their role well, perhaps better than anyone else could, and we are talking of people who as children had the greatest difficulties and caused untold worries to their care-givers. (Vi är övertygade om att autistiska människor har sin plats i samhällets organism. De utför sin roll väl, kanske bättre än någon annan, och vi pratar här om människor som när de var barn gick igenom de största av svårigheter och orsakade outsägliga bekymmer för sina vårdnadshavare.) | „ |

Dock hade Asperger tidigare i texten konstaterat att de positiva aspekterna av autism inte väger upp de negativa. Psykologen Eric Schopler skrev följande 1998:
| ” | Asperger’s own publications did not inspire research, replication, or scientific interest prior to 1980. Instead, he laid the fertile groundwork for the diagnostic confusion that has grown since 1980. (Aspergers egna publikationer bidrog inte till ytterligare forskning, replikation eller vetenskapligt intresse innan 1980. Istället lade han grunden till den diagnostiska förvirring som har ökat sedan 1980.) | „ |

Sedan 2009 har flera länders regeringar utropat Aspergers födelsedag, 18 februari, som den internationella dagen för Aspergers syndrom.

### Anknytningar till nazismen
Historikern Edith Sheffer, som specialiserat sig på samtida europeisk historia, påstod i en artikel som publicerades i april 2018 att Hans Asperger samarbetade med nazisterna. Asperger ska ha skickat barn till kliniken Am Spiegelgrund, som användes för nazisternas eutanasiprogram, dock ska han inte haft direktkontakt med nazistpartiet. Hon gav sedan ut en fördjupande bok om sin forskning, Asperger's Children: The Origins of Autism in Nazi Vienna (2018).
Ytterligare en forskare och historiker från Wiens medicinska universitet, Herwig Czech, drog liknande slutsatser i en artikel som publicerades 2017 i den vetenskapliga tidskriften Molecular Autism:
| ” | Asperger managed to accommodate himself to the Nazi regime and was rewarded for his affirmations of loyalty with career opportunities. He joined several organizations affiliated with the NSDAP (although not the Nazi party itself), publicly legitimized race hygiene policies including forced sterilizations and, on several occasions, actively cooperated with the child ‘euthanasia’ program. | „ |